# Home for the Holidays
Home for the Holidays – amerykański film fabularny (dreszczowiec) z 1972 roku, produkcja telewizyjna (zrealizowana na potrzeby stacji ABC). Scenariusz do filmu napisał Joseph Stefano, twórca skryptu do Psychozy (1960) Alfreda Hitchcocka.

## Obsada
- Sally Field jako Christine Morgan
- Eleanor Parker jako Alex Morgan
- Julie Harris jako Elizabeth Hall Morgan
- Jessica Walter jako Frederica „Freddie” Morgan
- Jill Haworth jako Joanna Morgan
- John Fink jako dr. Ted Lindsay
- Walter Brennan jako Benjamin Morgan
- Med Flory jako szeryf Nolan

## Informacje dodatkowe
- Jest to jeden z pierwszych horrorów wyprodukowanych przez stację ABC.
- Początkowo tytuł filmu miał brzmieć Deadly Desires (z ang. martwe pożądania).
- Film nakręcono w Kalifornii.